# フース・ハペルツ
フース・ハペルツ（Guus Hupperts、1992年4月25日 - ）は、オランダ・ヘールレン出身のサッカー選手。VVVフェンロー所属。ポジションはFW。